# Egittologia

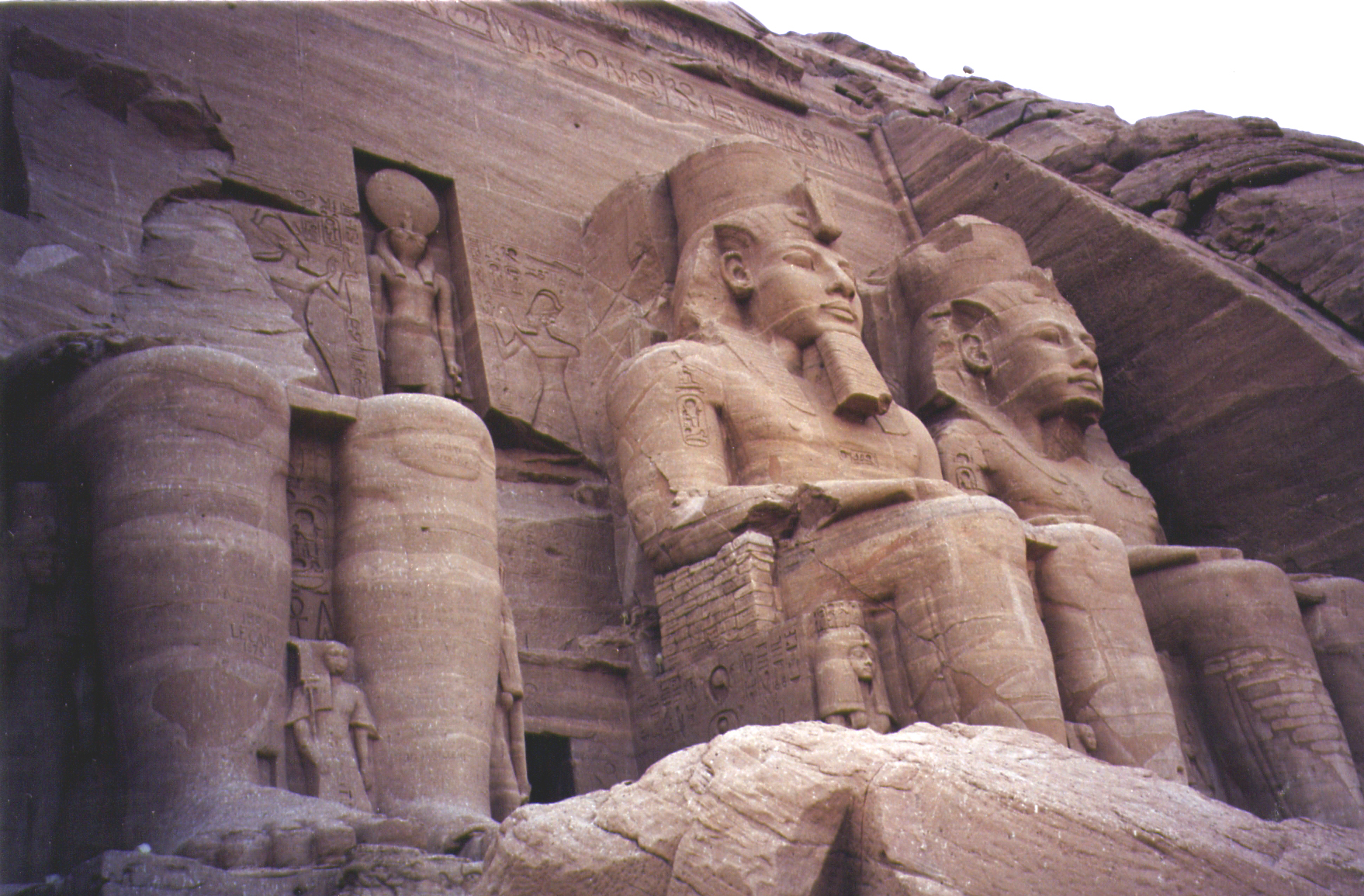
Tempio grande di Abu Simbel

L'egittologia è, all'interno della disciplina della storia antica, il campo di studio sull'antico Egitto, ovvero della zona geografica corrispondente all'Egitto odierno in relazione al periodo della sua storia corrispondente all'età pre faraonica ed antica, dal quinto millennio a.C. fino alla fine del dominio romano nel IV secolo.
L'egittologia studia in modo scientifico la cultura dell'antico Egitto (letteratura, scrittura,  storia, religione, arte ed economia).

## Storia
Fra gli autori antichi che nutrirono interesse per l'Egitto, a parte storici e geografi come Erodoto, Plutarco con il suo saggio "Iside e Osiride", Strabone, Diodoro Siculo e Plinio il Vecchio, egittologi ante litteram possono essere considerati Manetone, che nel III secolo a.C. scrisse gli Aegyptiaca - ed Orapollo, autore di un trattatello del IV secolo di decifrazione dei geroglifici (Hyeroglyphicà), che si basa però su congetture di dubbio fondamento.
L'egittologia vera e propria sorse nel XIX secolo sulle fondamenta costruite dalla letteratura araba di epoca medievale e quella occidentale di epoca moderna. Nessuna epoca precedente si occupò, tuttavia, di conservazione e restauro, ad eccezione di studiosi arabi come Abd al-Latif al-Baghdadi (1161-1231), Al-Idrīsī (1173-1251) e Al-Maqrīzī (1364-1442), che furono «impegnati nello studio materiale dei monumenti antichi dell’Egitto e nella difesa dalle distruzioni del loro tempo».
La prima notizia di uno studio sulle antichità egizie in età moderna risale al XVI secolo, in occasione del rinvenimento a Roma degli obelischi egizi di epoca romana. Il successivo restauro eseguito dall'architetto Domenico Fontana nel 1586 per ordine di papa Sisto V suscitò un vivo interesse per la scrittura geroglifica.
Solamente nel XVII secolo possiamo annoverare la prima figura di egittologo nella persona del gesuita tedesco Athanasius Kircher. La sua vasta produzione letteraria offre un compendio della conoscenza che a quei tempi si aveva della civiltà egiziana e le sue ricerche sulla scrittura egizia costituirono una tappa fondamentale per la futura decifrazione dei geroglifici.
Il primo serio contributo all'egittologia in quanto disciplina scientifica risale al 1798 con la spedizione di Napoleone Bonaparte in Egitto e con la pubblicazione della Description de l'Égypte del 1809. I venticinque volumi dell'opera, frutto delle ricerche eseguite dagli studiosi della spedizione, descrivevano tutti gli aspetti della civiltà egizia e fornivano la rilevazione cartografica del Paese, oltre alla descrizione dei monumenti e reperti trovati, fra i quali la Stele di Rosetta.

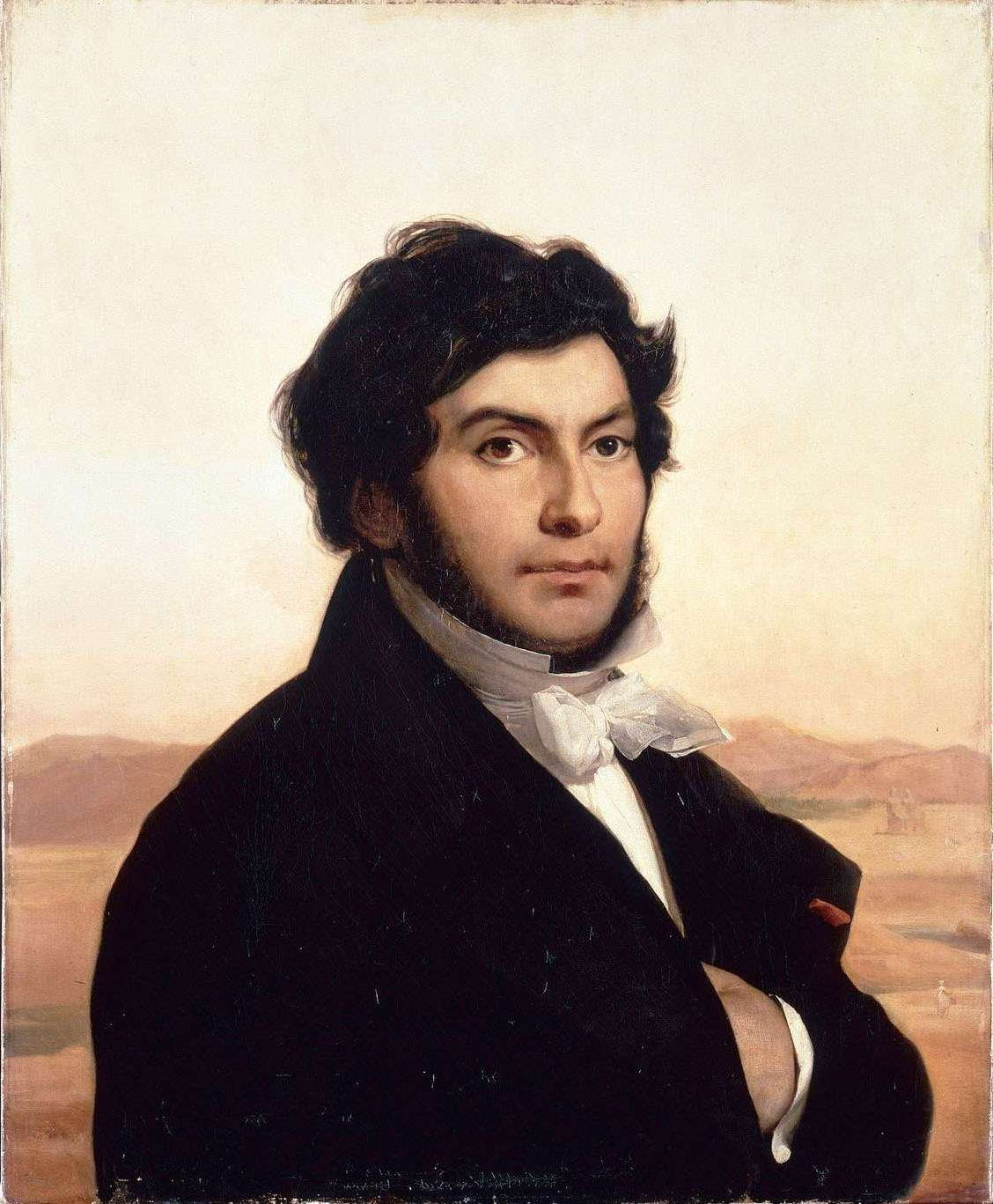
Jean-François Champollion, di Léon Cogniet.

Nel 1818 ci fu la scoperta dell'entrata della piramide di Chefren ad opera dell'italiano Giovanni Battista Belzoni e nel 1822 si ebbe finalmente la decifrazione del sistema dei geroglifici egizi compiuta da Jean-François Champollion. Grazie alla conoscenza della scrittura e del linguaggio egizi e agli studi antropologici e scientifici la comprensione della civiltà dell'antico Egitto poté procedere con tutto il rinnovato slancio, segnando di fatto la nascita dell'egittologia moderna.
Le nuove scoperte favorirono l'organizzazione di spedizioni archeologiche, tra cui quella franco-toscana dello stesso Champollion con l'italiano Ippolito Rosellini, del 1828-1829, seguita da quella del tedesco Karl Richard Lepsius nel 1842-1845. Già dalla fine del XIX secolo l'egittologia cominciò ad avvalersi di maggiore rigore accademico e scientifico, ad opera soprattutto del francese Auguste-Édouard Mariette e del britannico Flinders Petrie.
Nel 1903 ebbe inizio la Missione Archeologica Italiana in Egitto, che, sotto la guida di Ernesto Schiaparelli, portò alla luce importanti reperti poi esposti al Museo Egizio di Torino (istituito nel 1824, il più importante museo egizio dopo quello del Cairo), oltre a scoprire la tomba della Regina Nefertari e quella dell'architetto Kha. Agli inizi del XX secolo risale la sensazionale scoperta nella Valle dei Re della tomba di Tutankhamon da parte degli archeologi britannici Howard Carter e Lord Carnarvon (1922).
Nel 1940 fu scoperta la tomba intatta del faraone Psusennes I a Tanis. Negli anni sessanta dello stesso secolo va ricordata la spettacolare impresa della traslazione dei templi di Abu Simbel, a causa della costruzione della diga di Assuan sul Nilo. Si venne a formare il lago Nasser e i colossali templi furono smontati e trasferiti 65 metri più in alto per evitare che fossero sommersi. Pochi anni più tardi la stessa sorte subirono i monumenti di File.
Le missioni archeologiche finalizzate al ritrovamento di nuove tombe e reperti continuano fino ai giorni nostri.